# Сіверянський літопис

Приміщення обласного осередку товариства «Просвіта», у якому міститься редакція часопису «Сіверянський літопис». Чернігів, Хлібопекарська, 10.

«Сіверя́нський літо́пис» — всеукраїнський науковий часопис. Видається у місті Чернігові.
Періодичність виходу видання — 6 номерів на рік при тиражі 300 примірників.

## Зміст
На сторінках журналу публікуються статті з археології, історії, історіографії, літературознавства, мистецтвознавства, філософії, економіки та багатьох інших галузей знань. Читач знайде в ньому цікаві спогади, етнографічні, фольклорні, епістолярні матеріали, персоналії відомих і вже призабутих діячів, уродженців Сіверянського краю, дізнається про вихід нових книг. Публікуються також історичні документи з необхідними науковими коментарями. Редакція часопису надає великого значення висвітленню історії Гетьманщини, приділяє особливу увагу діяльності гетьманів Івана Мазепи, Івана Скоропадського, Данила Апостола та Кирила Розумовського.

## Історія
Перший номер всеукраїнського наукового журналу «Сіверянський літопис» побачив світ на початку березня 1995 року. Заснувало часопис чернігівське обласне товариство «Просвіта» імені Тараса Шевченка. Важливу роль у становленні журналу відіграла фінансова підтримка Чорнобильської АЕС. З 1996 року на видання «Сіверянського літопису» виділяє кошти Чернігівська ОДА. Згідно з постановою Вищої атестаційної комісії України, з 1998 року журнал було включено у перелік наукових видань, публікації яких зараховуються до результатів дисертаційних робіт з історії, філософії, філології, економіки. З цього часу до числа засновників додалися Чернігівський державний педагогічний університет імені Т. Г. Шевченка, Ніжинський державний педагогічний університет імені Миколи Гоголя та Чернігівський деражвний інститут економіки та управління. Згідно з укладеними договорами, вони теж допомагали фінансово редакції «Сіверянського літопису».
Нині після низки реорганізацій засновниками часопису стали Чернігівський національний педагогічний університет імені Т. Г. Шевченка, Всеукраїнське товариство «Просвіта» імені Тараса Шевченка та Інститут української археографії та джерелознавства імені М. С. Грушевського НАН України.
За період свого існування «Сіверянський літопис» став популярним серед вітчизняних та зарубіжних науковців. У ньому публікуються статті вчених з різних регіонів України та близького і далекого зарубіжжя.
Згідно з додатком до постанови президії ВАК України від 26 травня 2010 р. № 1-05/4, журнал «Сіверянський літопис» включено у перелік наукових видань, публікації яких зараховуються до результатів дисертаційних робіт з історії.
Наказом МОН України № 1328 від 21.12.2015 журнал «Сіверянський літопис» включено до Переліку наукових фахових видань України, публікації яких зараховуються до результатів дисертаційних робіт з історії.
З 1999 р. по 2014 р часопис мав передплату по всій Україні. У зв'язку з фінансовими труднощами редакція не змогла забезпечити регулярний випуск часопису, а тому відмовилася від передплати. Нині примірники журналу безкоштовно надходять у провідні бібліотеки України та Чернігівської області.
З 2008 р. редакція має свій сайт, що дає можливість усім читачам ознайомлюватися з черговими номерами.
У листопаді 2015 відзначено 20-річний ювілей журналу. Станом на березень 2016 р. вийшло 127 номерів часопису, який опублікував майже 300 гетьманських універсалів, великий комплекс документів козацької доби, а також 2840 статей-досліджень, студій з історії, філософії, філології України 1500 авторів.

## Редакційна колегія
- Павленко Сергій Олегович – шеф-редактор журналу, член Національної спілки журналістів.
- Дятлов Володимир Олександрович — головний редактор журналу, доктор історичних наук, професор, перший проектор, проректор з науково-педагогічної роботи Чернігівського національного педагогічного університету імені Т. Г. Шевченка.
- Бойко Микола Корнійович — доктор історичних наук, професор кафедри всесвітньої історії Чернігівського національного педагогічного університету імені Т. Г. Шевченка.
- Боровик Анатолій Миколайович  — доктор історичних наук, професор, завідувач кафедри педагогіки та методики викладання історії та суспільних дисциплін Чернігівського національного педагогічного університету імені Т. Г. Шевченка.
- Боряк Геннадій Володимирович  – доктор історичних наук, професор, заступник директора Інституту історії України НАН України.
- Коваленко Олександр Борисович  – кандидат історичних наук, професор, директор Навчально-наукового інституту історії, етнології та правознавства імені О. М. Лазаревського Чернігівського національного педагогічного університету імені Т. Г. Шевченка.
- Луняк Євген Миколайович — доктор історичних наук, доцент кафедри всесвітньої історії Ніжинського державного університету імені Миколи Гоголя.
- Маврин Олександр Олександрович — кандидат історичних наук, заступник директора Інституту української археографії та джерелознавства імені М. С. Грушевського НАН України.
- Мицик Юрій Андрійович — доктор історичних наук, професор старший науковий співробітник Інституту української археографії та джерелознавства імені М. С. Грушевського НАН України.
- Моця Олександр Петрович  – доктор історичних наук, професор, член-кор. НАН України, завідувач відділу давньоруської та середньовічної археології інституту археології НАН України.
- Острянко Андрій Миколайович  — кандидат історичних наук, професор, завідувач кафедри археології, етнології та краєзнавчо-туристичної роботи Чернігівського національного педагогічного університету імені Т. Г. Шевченка.
- Половець Володимир Михайлович   — доктор історичних наук, професор, зав. кафедри українознавства, політології і соціології Чернігівського національного педагогічного університету імені Т. Г. Шевченка.
- Папакін Георгій Володимирович — доктор історичних наук, професор директор Інституту української археографії та джерелознавства імені М. С. Грушевського НАН України.
- Самойленко Олександр Григорович — кандидат історичних наук, доцент, ректор Ніжинського державного університету імені Миколи Гоголя.
- Свистович Степан Михайлович — професор кафедри історії України Чернігівського національного педагогічного університету імені Т. Г. Шевченка.
- Чухліб Тарас Васильович  – доктор історичних наук, провідний науковий співробітник Інституту історії України НАН України, директор Науково-дослідного інституту козацтва.
- Ячменіхін Костянтин Михайлович  – доктор історичних наук, професор, зав. кафедри всесвітньої історії Чернігівського національного педагогічного університету імені Т. Г. Шевченка.